# Мънго Джери
Мънго Джери (на английски: Mungo Jerry) е британска рок-група, в стила на която са съчетани елементи на блус, рокендрол, фолк и поп музика. Най-голяма популярност добиват през 1970-те, като най-големият им хит е In The Summertime (1970), от който има продадени над 30 милиона екземпляра, което го прави един от най-успешните в музикалната история. Рой Дорсет, фронтменът на групата, написал текста и музиката на песента за 10 минути, подрънквайки на купената на старо китара „Фендер Стратокастер“ в работно време, защото по онова време все още музиката не е основен източник на доходи за членовете на „Мънго Джери“. Втората половина на 1970-те те посвещават изцяло на концертна дейност. Те са единствената група по това време, която пробива във всички страни на Централна и Източна Европа, като с най-голяма популярност се ползва в тогавашната Чехословакия и България. Групата неколкократно е гостувала на джаз фестивала в Банско. Първият студиен албум на групата Mungo Jerry им носи най-голям успех – достига 13-о място в класациите на Обединеното кралство, 14-о в Германия, 19-о в Австралия, 59-о в Канада и 64-то в САЩ. Вторият им албум Electronically Tested достига само 14-о място в Обединеното кралство и нито един техен следващ албум не влиза никакви класации. През 2017 г. музикална компания „7T's Records“ издава компилацията The Dawn Albums Collection, в която са преиздадени първите им пет студийни албума от 1970 до 1974 г., като към всеки албум, записан на компактдиск, има и бонус песни. През 2018 г. същата компания издава компилацията The Albums 1976–81, в която са преиздадени следващите им пет албума от периода 1976 – 1981 г., като отново към всеки албум има и бонус песни. През 2019 г. следва компилацията Gold, съдържаща три компактдиска с най-доброто от групата, издадена от „Crimson“, а през 2020 г. „BGO Records“ ремастерира най-големите им сингли от периода 1970 – 1975 г. и ги издава в компилацията A & B Sides and E.P. Tracks 1970–75. 

## Дискография

### Студийни албуми
- 1970 – Mungo Jerry
- 1971 – Electronically Tested
- 1971 – You Don't Have To Be In The Army
- 1972 – Boot Power (selon certain le meilleur album)
- 1974 – Long Legged Woman Dressed In Black
- 1976 – Impala Saga
- 1977 – Lovin´ In The Alleys And Fightin' In The Streets
- 1978 – Ray Dorset & Mungo Jerry
- 1981 – Together Again
- 1984 – Boogie Up
- 1990 – Snakebite
- 1997 – Old Shoes New Jeans
- 2001 – Candy Dreams
- 2002 – Move on – The latest and the greatest
- 2003 – Adults only
- 2007 – Naked from the Heart
- 2007 – When She Comes She Runs All Over Me
- 2011 – Cool Jesus
- 2015 – Kicking Back
- 2019 – Xstreme
- 2019 – Touch The Sky
- 2022 – Somelight

### Концертни албуми
- 2017 – 100% Live in Baden Bade

### Компилации
- 1973 – Mungo Jerry's Greatest Hits
- 1974 – Golden Hour Presents Mungo Jerry's Greatest Hits
- 1977 – The Mungo Jerry File
- 1980 – Six a Side
- 1985 – In the Summertime
- 1987 – Too Fast to Live & Too Young to Die
- 1990 – All the Hits Plus More
- 1991 – In the Summertime: The Best of Mungo Jerry
- 1997 – The Very Best of Mungo Jerry
- 1999 – Baby Jump: The Dawn Anthology
- 2003 – Best of the Polydor Years
- 2007 – In the Summertime: The Best of Mungo Jerry
- 2012 – The Dawn Singles Collection
- 2016 – Rewind
- 2017 – In the Summertime. Best of Mungo Jerry
- 2017 – The Dawn Albums Collection
- 2018 – The Albums 1976–81
- 2019 – Mungo Jerry: Gold
- 2020 – A & B Sides and E.P. Tracks 1970–75

### Издавано в България
- 1971 – „Пее Мънго Джери“
(SP, Балкантон – ВТК 2951)
- 1978 – „ВИГ Мънго Джери“
(LP, Балкантон – ВТА 10279)